# Nagoja metróhálózata
A Nagoja metróhálózata (名古屋市営地下鉄, Nagoya Shiei Chikatetsu) egy gyorsvasúti rendszer, amely Nagoját, Japán Aicsi prefektúra fővárosát szolgálja ki. Hat vonalból áll, amelyek össz hosszúsága 93,3 kilométer és 87 állomást szolgálnak ki. A metró teljes pályahosszának körülbelül 90%-a a föld alatt van.
A metrórendszer tulajdonosa és üzemeltetője Nagoja város közlekedési irodája, és más japán nagyvárosokhoz, köztük Tokióhoz és Oszakához hasonlóan, erősen kiegészül az elővárosi vasútvonalakkal, amelyek együttesen 47 vonalból álló kiterjedt hálózatot alkotnak Nagoja nagyvárosban és környékén. Ezek közül a metróvonalak teszik ki Nagoja nagyvárosa napi 3 millió utasának 38%-át.
2002-ben a rendszer bevezette Hatchii-t, mint hivatalos kabalát.

## Vonalak
A nagojai metróhálózatot alkotó hat vonal nagyrészt független egymástól. A Meikō vonal szolgáltatásai azonban részben összekapcsolódnak a Meijō vonallal, és a két vonal üzemeltetését egyesítik. Ezért valójában öt különböző szolgáltatás létezik a metróban. Ezek többnyire önállóak, de két vonalán átmenő járatok közlekednek a Meitetsu, a régió legnagyobb magánvasút-üzemeltetője tulajdonában lévő és általa üzemeltetett vonalakon. Ezek egyike, a Kamiida vonal lényegében a Meitetsu Komaki vonalának meghosszabbítása, amelyhez csatlakozik.
Az első két metróvonal, a Higashiyama és a Meijō/Meikō vonalak normál nyomtávú pályán közlekednek, és 600 voltos egyenáramú villamosítást használnak egy harmadik sínről. Ez a rendszer egyike annak a három japán metrórendszernek a tizenegy  közül, amelyek egyszerre használják a harmadik sínnel való villamosítást és a normál nyomtávú vágányt (a tokiói metró Ginza és Marunouchi vonalak azok, amelyek harmadik sínt használnak ilyen feszültséggel; az oszakai metró nyolc vonalából öt, valamint a yokohamai metró Kék vonala mindegyike 750 V egyenáramú harmadik sínt használ). A későbbi vonalakat keskeny nyomtávra építették, és az ország legtöbb gyorsvasútvonalához hasonlóan 1500 voltos egyenáramú villamosítást alkalmaznak felsővezetékről.
A többi japán vasútvonalhoz hasonlóan a jegyeket az állomásokon elhelyezett jegykiadó automatákból lehet megvásárolni. Ezt 2011 februárja óta nagyrészt a Manaca, egy újratölthető intelligens kártya egészíti ki. A következő évre ez váltotta fel a Tranpass-t, az előd integrált jegyértékesítési rendszert, amely az összes metróállomáson és a régió más összekapcsolt közlekedési rendszereinél is használható volt.

## Forgalom
Az utasforgalom az elmúlt években az alábbi módon változott:
| 2008 | 427 500 000 |
| 2019 | 487 400 000 |